# Kalepia
Kalepia (gr. Καλλέπεια) – wieś w Republice Cypryjskiej, w dystrykcie Pafos. W 2011 roku liczyła 326 mieszkańców.
W miejscowości znajduje się zabytkowy kościół św. Grzegorza.